# Lac Paliastomi
Le lac Paliastomi (en géorgien : პალიასტომი, aussi translittéré en Palaeostoma ou Paleaostom, du grec ancien : Παλαίοστομα : Paléostoma « ancienne embouchure ») est un petit liman de la mer Noire, proche de la ville portuaire de Poti, en Géorgie occidentale. Un liman est une embouchure lagunaire (dans ce cas, anciennement du fleuve Rioni) connectée à la mer Noire par une passe à travers le cordon littoral. Il forme un écosystème paralique riche en biodiversité, inclus dans les limites du parc national de Colchide. Sa surface est de 17,3 km2, sa profondeur moyenne est de 2,6 m. Des pièces de monnaie datant des périodes grecque, pontique, romaine et colchique sont parfois trouvées près et dans le lac par des archéologues, mais la plupart partent dans le commerce d'antiquités. C'est également un site important de pêche.